# Tanay
För andra betydelser, se Tanay (olika betydelser).
Tanay (Bayan ng Tanay) är en kommun i Filippinerna. Kommunen ligger på ön Luzon, och tillhör provinsen Rizal. Folkmängden uppgår till 78 223 invånare.

## Barangayer
Tanay är indelat i 19 barangayer.
| - Cayabu - Cuyambay - Daraitan - Katipunan-Bayani (Pob.) - Kay Buto (Pob.) - Laiban - Mag-Ampon (Pob.) - Mamuyao - Pinagkamaligan (Pob.) - Plaza Aldea (Pob.) | - Sampaloc - San Andres - San Isidro (Pob.) - Santa Inez - Santo Niño - Tabing Ilog (Pob.) - Tandang Kutyo (Pob.) - Tinucan - Wawa (Pob.) |